# Televisión en Venezuela

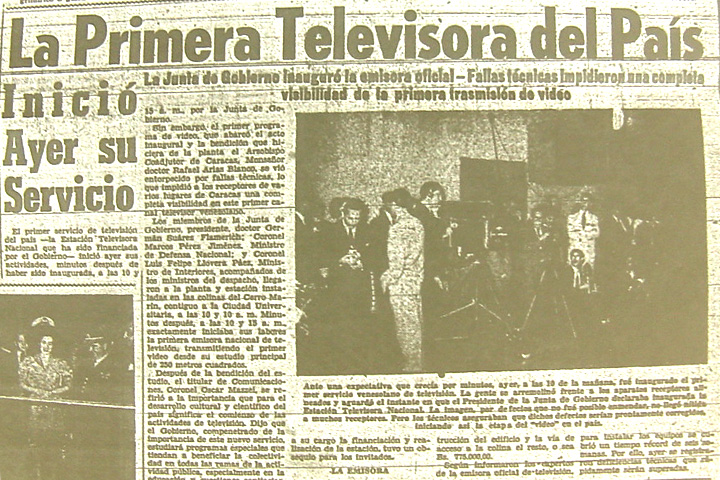
Fundación de la Televisora Nacional, primer canal de televisión de Venezuela.

La televisión en Venezuela es uno de los principales medios de comunicación masivos del país, ya que este llega al 95 % de los hogares venezolanos. Para finales de 2006 el espacio radioeléctrico en VHF estaba ocupado en un 75 % por el sector privado y un 22 % por el sector público, mientras que en UHF el 82 % de las estaciones eran privadas y el 18 % públicas. El número de horas invertido por venezolano en medios de comunicación también es favorable para la televisión, la señal abierta ocupa el 46 % de las horas y la televisión por suscripción el 17 %, mientras que el restante 36 % es invertido en radio, prensa e Internet.
Esta tendencia ha ido en reversa desde la Presidencia de Hugo Chávez, siendo el estado quien controle de manera casi exclusiva la mayor parte del espectro televisivo tanto privado como público en su totalidad. Esto ha generado gran restricción a la libertad de expresión de los pocos medios de comunicación privados existentes.

## Historia

### 1952-1979
La televisión en Venezuela se estableció el 22 de marzo de 1952 cuando el presidente Marcos Pérez Jiménez inauguró la Televisora Nacional (TVN) en la frecuencia radioeléctrica del canal 5 correspondiente a los 76-82 MHz de la banda VHF. El mismo día de la inauguración falló uno de los equipos y la puesta en funcionamiento fue el 1 de enero de 1953. En 1953 se inauguraron dos canales de carácter privado con fines comerciales, TeleVisa —sin relación con la actual cadena mexicana— en el canal 4 de la banda de VHF el 1 de junio, y Radio Caracas Televisión (RCTV) en los 174-180 MHz, el 15 de noviembre. Posteriormente, esta última empresa solicitó el cambio de canal 7 al 2 de la banda de VHF para mejorar su cobertura en Caracas.
Los primeros canales regionales que entraron en funcionamiento fueron Ondas del Lago TV y Radio Valencia Televisión (posteriormente, conocido como TeleTrece) en los años 1956, 1957 y 1958 respectivamente, aunque durarían pocos años en el aire. En 1960, Televisa atraviesa una fuerte crisis, se declara en quiebra y cierra el 30 de junio de ese año. Este canal es recuperado por el Estado Venezolano, mediante la Corporación Venezolana de Fomento por ser el mayor acreedor, luego, es adquirido por el empresario Diego Cisneros, y cambia el nombre a Venevisión desde el 1 de marzo de 1961. El 1 de agosto de 1964 se crea el cuarto canal con cobertura nacional, Cadena Venezolana de Televisión, quien 10 años más tarde es adquirido por el Estado venezolano llamándose simplemente Venezolana de Televisión (VTV) y, quedando de esta forma, dos canales nacionales privados (RCTV y Venevisión) y dos públicos (TVN y VTV) en Venezuela.
La primera transmisión experimental a color se efectuó el 1 de junio de 1972 cuando Cadena Venezolana de Televisión produce por primera vez programación a color en Venezuela con el programa de Renny Ottolina «Churun Meru». Las transmisiones regulares comenzaron el lunes 1 de enero de 1973[cita requerida] y varias telenovelas a partir de 1974 se grabaron en color para transmisiones en el extranjero. Las primeras transmisiones de prueba en color fueron eventos deportivos, entre ellos la Copa Mundial de la FIFA de 1974 en Alemania Occidental los Juegos Olímpicos de 1976 en Montreal, Canadá. En 1976 y la Copa Mundial de la FIFA de 1978 en Argentina. La segunda transmisión experimental en color se efectuó en 1978 cuando se realizaron las elecciones generales de 1978 y la toma de posesión de Luis Herrera Campíns el 12 de marzo de 1979. Después de casi una década de transmisiones ilegales en color, el 1 de diciembre de 1979, se inauguró con el programa musical de TVN Canal 5 y una semana después, el 8 de diciembre de 1979, en el marco del Festival OTI 1979, con lo cual se inicia la era del color en ambos canales y la transición se completó el 1 de junio de 1980 en todas las televisoras.

### 1979-1998
En 1979 nació Teleboconó, considerado el primer canal de televisión comunitario venezolano, ubicado en el Estado Trujillo. Los canales de televisión regional que habían sido creados en los años 50 tuvieron una vida efímera como independientes antes de afiliarse a las cadenas con sede en Caracas y no existirían más concesiones para canales regionales hasta 1982 cuando inicia operaciones comerciales la Televisora Andina de Mérida, unos años más tarde Amavisión y a estos le seguirían otro gran número de estaciones de televisión desde finales de la década de los ochenta entre ellos Telecaribe, Televisora Regional del Táchira, CMT y Niños Cantores Televisión (actual Canal Once) inaugurada el 31 de enero de 1987.
En 1986 se permitió la instalación de empresas dedicadas a retransmitir televisión extranjera por medio de antenas parabólicas para recepción de señales satelitales, al tiempo, en agosto de 1988 se fundó Omnivisión, primer canal de televisión por suscripción en retransmitir, usando el espectro radioeléctrico y mediante un sistema MMDS (Multichannel Multipoint Distribution System), programación variada de los principales canales internacionales.
En 1990 nace el canal Telecentro, el primer canal regional de Barquisimeto, estado Lara. En 1993 se inauguró TVO, en Puerto La Cruz, Estado Anzoátegui y en 1994 Televiza en Maracaibo, Estado Zulia. En 1995 entra en servicio Promar TV en Barquisimeto, Estado Lara. El quinto canal de televisión con cobertura nacional, Televen, nació en 1988, entrando en competencia comercial con las estaciones RCTV y Venevisión. 
Televen fue el primer canal de Venezuela en transmitir durante las 24 horas del día, primero los fines de semana y posteriormente todo el día. Desde 1976 y hasta 1998 el Estado venezolano solo contaba con dos canales de televisión nacional pero ante el mal financiamiento de estos, la señal de TVN pasó a ser desde 1992 y hasta 1998 conjunta con la de VTV. Igualmente en los años noventa nacen las canales especializadas y dirigidas a públicos específicos: Globovisión (fundada el 1 de diciembre de 1994), como un canal noticioso; Bravo TV (fundada el 22 de marzo de 1995, luego renombrada a Puma TV) dedicado a vídeos musicales; Meridiano Televisión (fundado el 5 de diciembre de 1997), como un canal deportivo.
En 1998 se crean dos canales que sustituirían a otros; Marte TV, quien antes era una productora, es fundada el 29 de septiembre, como un canal de variedades y entretenimiento, en sustitución de Omnivisión, ya que este tuvo una expropiación forzada; y Vale TV, fundado el 4 de diciembre de 1998, dedicado a ciencia y cultura, donde cuya señal ocupa la señal de TVN, que había cesado transmisiones en diciembre de 1991 y su señal hasta ese entonces era empleada por Venezolana de Televisión en simultáneo con la del canal 8.

### 1998-2007
El sexto canal de televisión con cobertura nacional fue La Tele (antes Marte TV), nace en 1 de diciembre de 2002. Para ese entonces, el país pasaba por una difícil situación; sin embargo, el compromiso y la voluntad de los accionistas, directiva, gerencia y personal de apoyo del canal, permitieron que se siguiera transmitiendo la programación regular existente para ese entonces en horario continuo de 24 horas.
Desde 1998 el estado venezolano contaba con un solo canal de televisión VTV, y luego del 2002 el gobierno decide lanzar el canal ViVe (2003), teleSUR (2005) (anteriormente CMT), TVES (2007) (Señal que hasta dicho año ocupó RCTV) y Asamblea Nacional Televisión además de apoyar y financiar una red de canales comunitarios así como Ávila Televisión perteneciente a la Alcaldía Metropolitana de Caracas. Políticos de Estados Unidos han comentado que TeleSUR es una herramienta de propaganda a favor de la Revolución Bolivariana.
En 2001, el presidente Hugo Chávez transformó a Aló Presidente de un programa de radio a un programa de televisión improvisado, en vivo. El programa se transmitía todos los domingos, presentaba a Chávez (vestido de rojo, el color de la revolución) como el líder carismático, apasionado por el bienestar de su país. Muchos venezolanos sintonizaban el programa, debido a que Chávez solía dar a conocer, cada fin de semana, en su programa, nuevos paquetes de ayuda financiera. Desde 1999 a 2009, el presidente Chávez pasó un promedio de 40 horas a la semana en la televisión. 
En 2006 se fundó Sun Channel, canal turístico e, igualmente, con los auspicios del periódico venezolano en idioma inglés, The Daily Journal,

#### Cierre de RCTV

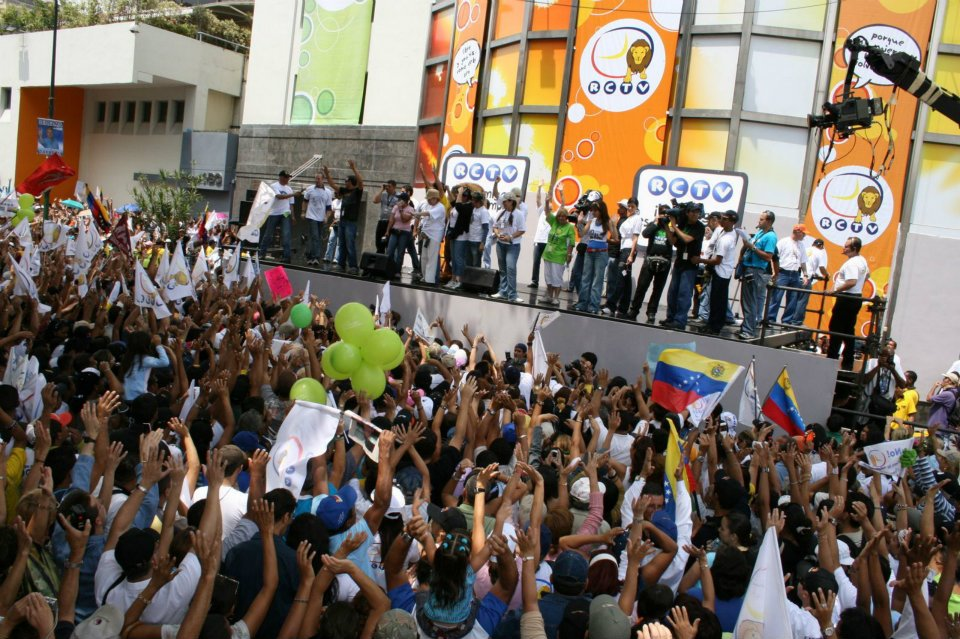
Manifestación al frente del edificio de RCTV en Caracas.

En 2005, la nueva Ley de Responsabilidad Social modificó el código penal para simplificar los mecanismos de demandas por difamación en medios, lo que trajo como consecuencia la disminución de programas de entrevistas con políticos y aumento de la autocensura de prensa (Ley de Responsabilidad Social de 2005). En mayo de 2007, la licencia de RCTV para la transición de ondas de TV en espacio radioeléctrico, habilitada por 20 años, no fue renovada; RCTV continuó transmitiendo vía satélite y por cable como RCTV Internacional. Tras el cese de trasmisiones, RCTV es sustituido por el canal público Televisora Venezolana Social. Según el gobierno de Hugo Chávez, RCTV habría participado de manera indirecta en el Golpe de Estado de 2002.
En 2012, el gobierno de Chávez fue acusado por Human Rights Watch de «abusar de su control sobre frecuencias de radiodifusión para castigar a las estaciones de radio y televisión que posean una programación claramente crítica hacia el gobierno». De acuerdo con la legislación de la HRW, el Gobierno ha hecho promoción de la autocensura por los medios de comunicación. A través del uso de propaganda, Chávez verbalizó continuamente sus éxitos en la televisión, que posteriormente se tradujo en una gran base popular de apoyo.

### 2007-2020
En 2007 y 2008 el Canal de Noticias, que cerró prematuramente a mediados de 2008. Mientras el 5 de octubre de 2007 el canal Puma TV pasó a ser un canal de noticias y variedades con cobertura nación llamándose Canal I. El 9 de febrero de ese mismo año, cesa sus transmisiones el canal CMT y su señal pasa a manos de Telesur, quien había anunciado la compra de este canal el 13 de diciembre del año anterior. En septiembre del 2007 luego del inicio de TVes, creó Colombeia TV, un canal dedicado a la educación.
En 2011 el gobierno de Chávez lanza el canal 123TV un canal infantil cómo bloque de ViVe y que 8 años se hizo canal independiente. En 2013 se lanzaron los canales estatales Conciencia TV un canal de ciencias, TV FANB un canal militar y SIBCI HD. El mismo año RCTV Internacional se anexó a TV Venezuela y el año siguiente en el streaming VIVOplay. 
En 2016 se lanzó Corazón Llanero en la TDA un canal musical. En 2012 Globovisión pagó una multa de $ 2.1 millones impuesta por el regulador de los medios de comunicación del país, Conatel, por presunta violación de la ley contra la «promoción del odio y la intolerancia por razones políticas» en su cobertura de un motín en una cárcel. Para el 2013 el espectro radioeléctrico UHF lo cubrirá la Televisión Digital Abierta (TDA), obligando a la migración de los canales de TV analógica a digital.
El 30 de septiembre de 2014 se informó que La Tele seguiría con sus transmisiones hasta finales de 2014, y para el 1 de enero de 2015 comenzó a ser eliminada la señal abierta que aún estaba disponible en ciertas ciudades, durante ese mismo mes, el edificio sede del canal, en la Boleíta Sur pasó a manos del canal público TVes, para alojar allí su nueva sede ya que hasta entonces se transmitía desde los estudios de Venezolana de Televisión.
Durante la presidencia de Nicolás Maduro, la Organización de la Comisión Interamericana de Derechos Humanos de la Organización de Estados Americanos declaró que el presidente Maduro «ha seguido utilizando transmisiones obligatorias de radio y televisión nacional para difundir mensajes del gobierno»; en su comunicado, criticó al presidente Maduro comentando que «no todas las informaciones justifican la interrupción de la programación regular por el Presidente de la República». Más bien, debe ser información que pudiera ser de interés para las masas, comunicándoles de los hechos que podrían ser de interés público y que pudieran ser necesarios para la participación ciudadana real en la vida pública». La OEA, en un informe de la ONG Monitoreo Ciudadano, explica que «desde el 3 de junio de 2013 hasta el 19 de septiembre de 2013, Maduro apareció en el canal estatal VTV hasta 182 horas en 114 emisiones, una media de 1 hora y 40 minutos cada día». Durante una entrevista de radio, Nicolás Maduro culpó a Televen de la violencia que se produjo en el país después de las elecciones y acusó a Globovisión de ser «fascista». Conatel también cerró tres medios de comunicación después de retrasar un informe acerca de la salud de Hugo Chávez. Conatel también anunció que «las sanciones» para Globovisión eran debido a una transmisión del presidente Maduro «de radio y televisión obligatoria, que permaneció sin audio durante más de 6 minutos».
Desde mediados de 2015, TVR inició una alianza con el canal regional TeleAragua, del cual retransmitió toda su programación hasta febrero de 2016, manteniendo las transmisiones deportivas conjuntas con Meridiano TV pero sin retomar la programación de otras televisoras regionales. Poco tiempo después se anuncia el nacimiento de Tele T (TeleTuya) e inicia una etapa transitoria que lo transforma en esta cadena televisiva. El 23 de mayo de 2016, el logo en pantalla de «TVR» oficialmente cambia al de «TLT». Esta señal nueva se lanza en formato de Alta definición (HD) en periodo de pruebas, sin embargo la señal en las operadoras de cable y satélite sigue siendo en Definición estándar (SDTV).

### 2020-presente
El 19 de mayo de 2020, fueron cerradas de manera total las operaciones de DirecTV en Venezuela debido a las sanciones a la cadena privada Globovisión y a la emisora estatal PDVSA TV por parte de la administración del presidente de Estados Unidos, Donald Trump. El cierre fue por la obligación que poseen las proveedoras de televisión de pago por ley de distribuir todos los canales nacionales, incluidos los sancionados Globovisión y PDVSA TV. Las sanciones impuestas prohíben a empresas estadounidenses mantener relaciones comerciales con empresas relacionadas con el gobierno de Nicolás Maduro, acción que les limita la transmisión de Globovisión y PDVSA TV, canales los cuales se requieren bajo la licencia de DirecTV para proporcionar el servicio de televisión de pago en Venezuela.
El 14 de agosto de 2020, después de negociaciones entre el Gobierno venezolano y DirecTV, se restauró el servicio de este último al nivel nacional y se anunció que la empresa chilena Scale Capital S.A. compraría la filial de la operadora satelital en Venezuela, que posteriormente sería renombrada a Simple TV. Asimismo, se llegó a un acuerdo que los primeros 90 días tras la compra de DirecTV, el servicio sería completamente gratis. El 13 de noviembre, se anunció al público que el período de servicio gratuito se extendería hasta el 15 de diciembre de 2020.
El 3 de septiembre de 2020, fueron agregados a la parrilla de programación algunos canales propiedad del Gobierno venezolano que no habían sido sancionados por el Gobierno de Estados Unidos, tales como TVes, ViVe TV, TV FANB y fueron restituidas las señales de canales internacionales que no habían sido incluidos anteriormente como IVC, Telemundo Internacional o Ve Plus.
En noviembre de 2021, CONATEL anunció públicamente su servicio denominado FTA Venezuela, el cual consistía de un kit de decodificador (y componentes de televisión satelital) que utilizaría la señal ofrecida por el SiBCI en el satélite Intelsat 35e. El servicio consiste en televisión satelital abierta que dispone desde finales de abril de 2022 consta con más de 50 canales de televisión nacionales e internacionales, y 10 canales de radio satelital.
El 20 de junio de 2022, el canal de televisión musical Corazón Llanero cesa sus transmisiones, siendo reemplazado por un nuevo canal denominado como ShowVen TV el cual se le asemeja a otras televisoras musicales como MTV y HTV. El servicio de televisión satelital de Telefónica Venezolana C.A. tendría disponibilidad en el país hasta finales de 2022, tras el anuncio público que notificaba que Movistar TV cesaría operaciones, debido a que el satélite usado para su transmisión no seria más utilizado por motivos de que en otros países como Peru Chile o Argentina usan medio óptico (fibra FTTH) asumiendo esos clientes la empresa Inter C.A. A inicios de 2023, todos los canales estatales como VTV, Vive TV, Telesur, Ávila TV, TVes, TV FANB, Conciencia TV, ANTV y ShowVen, lanzaron su señal en la plataforma de Dailymotion en directo.
En 2023, se dio a transmitir un programa presidencial que lo dan en los canales estatales y especialmente a Vepaco TV y Canal I, titulado Con Maduro+, conducido por el presidente de Venezuela, Nicolás Maduro y se transmite los lunes a las 05:00 p. m..

## Canales de televisión abierta

### Televisión privada
La siguiente es la lista de los canales privados que pueden ser vistos en todo el país por señal abierta tradicional.
| Estación de TV | Inicio | Sede    | Temática        | Tipo de propiedad | Sitio web                 | Propietario           |
| -------------- | ------ | ------- | --------------- | ----------------- | ------------------------- | --------------------- |
| Venevisión     | 1960   | Caracas | Variedades      | Privado           | venevision.com            | Organización Cisneros |
| Televen        | 1988   | Caracas | Variedades      | Privado           | televen.com               | Omar Camero Zamora    |
| Globovisión    | 1994   | Caracas | Informativo     | Privado           | globovision.com           | Raúl Gorrín           |
| Meridiano TV   | 1997   | Caracas | Deportivo       | Privado           | meridiano.net/meridianotv | Bloque de Armas       |
| Canal I        | 2007   | Caracas | Entretenimiento | Privado           | canal-i.com               | Wilmer Ruperti        |

### Televisión estatal
La siguiente es una lista de los canales que son propiedad del Estado venezolano.
| Estación de TV | Inicio | Sede    | Temática             | Tipo de propiedad | Página web                                                          | Propietario       |
| -------------- | ------ | ------- | -------------------- | ----------------- | ------------------------------------------------------------------- | ----------------- |
| VTV            | 1964   | Caracas | Informativo          | Público           | vtv.gob.ve                                                          | Estado venezolano |
| ViVe           | 2003   | Caracas | Cultural y educativo | Público           | vive.gob.ve Archivado el 23 de abril de 2018 en Wayback Machine.    | Estado venezolano |
| Telesur        | 2005   | Caracas | Informativo          | Público           | telesurtv.net                                                       | Estado venezolano |
| TVes           | 2007   | Caracas | Variedades           | Público           | tves.gob.ve                                                         | Estado venezolano |
| Colombeia      | 2007   | Caracas | Educativa            | Público           | colombeia.edu.ve Archivado el 7 de mayo de 2018 en Wayback Machine. | Estado venezolano |

### Otros canales nacionales con señal abierta
Canales que pueden ser vistos solo en algunas partes del país por señal abierta. Algunos emiten por televisión digital abierta y por televisión por suscripción a nivel nacional.
| Estación de TV | Inicio | Sede    | Temática    | Tipo de propiedad | Propietario                                |
| -------------- | ------ | ------- | ----------- | ----------------- | ------------------------------------------ |
| Vale TV        | 1998   | Caracas | Cultural    | Privado           | Valores Educativos Radio y Television S.A. |
| TV Familia     | 2000   | Caracas | Religioso   | Privado           | TVFAMILIA                                  |
| Ávila TV       | 2006   | Caracas | Variedades  | Público           | Estado venezolano                          |
| 123TV          | 2012   | Caracas | Infantil    | Público           | Estado venezolano                          |
| ConCienciaTV   | 2013   | Caracas | Científico  | Público           | Estado venezolano                          |
| TV FANB        | 2013   | Caracas | Militar     | Público           | Estado venezolano                          |
| Vepaco TV      | 2015   | Caracas | Variedades  | Privado           | Grupo Trust Mediático                      |
| ANTV           | 2016   | Caracas | Legislativo | Público           | Estado venezolano                          |
| La Tele Tuya   | 2016   | Caracas | Variedades  | Público           | T&H Producciones                           |
| ShowVen TV     | 2022   | Caracas | Música      | Público           | Estado venezolano                          |

## Canales de pago
La televisión paga o por suscripción se ha logrado posicionar en el mercado televisivo venezolano llegando al 62,79% de los hogares para el primer trimestre de 2015, ocupando el cuarto lugar en América Latina en cuanto suscriptores de Televisión por suscripción y posicionándose como el país con mayor crecimiento de suscriptores para el año 2007. Cabe destacar que la televisión de paga en Venezuela superó en el mercado a la señal abierta, existiendo cuatro grandes empresas que dominan la televisión de paga a nivel nacional:
- SimpleTV (satélite y streaming) (anteriormente DirecTV Venezuela)
- Inter (cable, satélite y streaming)
- CANTV Satelital (satélite)
- NetUno (cable y streaming)

Estos son algunos de los canales de televisión de pago producidos localmente.
| Logotipo | Canal            | Inicio | Temática         | Propietario           |
| -------- | ---------------- | ------ | ---------------- | --------------------- |
|          | Sun Channel      | 2006   | Turismo          | Sun Channel           |
|          | Agrotendencia    | 2012   | Agropecuaria     | Luis Eduardo Palacios |
|          | IVC              | 2015   | Variedades       | Ole Communications    |
|          | Ve Plus          | 2019   | Variedades       | Organización Cisneros |
|          | ByM Sport        | 2021   | Deportes         | Inter                 |
|          | Simple TV Sports | 2021   | Deportes         | SimpleTV              |
| Center   | Novelísima       | 2021   | Novelas          | Organización Cisneros |
|          | PLOUS TV         | 2022   | Moda             | Grupo Lorini          |
|          | Max Anime        | 2022   | Anime            | Grupo Lorini          |
|          | Esports Max      | 2022   | Videojuegos      | Grupo Lorini          |
|          | Movie Fe         | 2022   | Películas        | Grupo Lorini          |
|          | Oxigeno TV       | 2022   | Naturaleza       | Grupo Lorini          |
|          | Sportsmax News   | 2022   | Deportes         | Grupo Lorini          |
|          | Nubeh            | 2022   | Música cristiana | Grupo Lorini          |

## Televisión por internet

### Canales de televisión por internet
En Venezuela se han hecho innovaciones en las telecomunicaciones, con respecto a la llegada de las plataformas de streaming y la popularidad de estas (o también para tener una forma abierta de transmisión evadiendo la Ley RESORTE), se han creado diversos canales de televisión por internet en el país; los cuales son:
| Estación de TV               | Inicio                                                         | Cese                                           | Sede      | Temática                 | Tipo de propiedad | Propietario                                     |
| ---------------------------- | -------------------------------------------------------------- | ---------------------------------------------- | --------- | ------------------------ | ----------------- | ----------------------------------------------- |
| La Iguana TV                 | 2012                                                           | *                                              | Caracas   | Informativo y opinión    | Público           | Gobierno venezolano                             |
| VIVOplay                     | 2013                                                           | 2024                                           | Caracas   | Variedades y opinión     | Privado           | Vivoplay Holding Inc.                           |
| VPItv                        | 2015                                                           | *                                              | Caracas   | Informativo              | Privado           | Fabiola Colmenares                              |
| Capitolio TV                 | 2016                                                           | - 2021 (Cese en vivo) - 2022 (Cese definitivo) | Caracas   | Legislativo              | Público           | Asamblea Nacional de Venezuela (IV Legislatura) |
| Miraflores TV                | 2017                                                           | Desconocido                                    | Caracas   | Variedades               | Público           | Gobierno venezolano                             |
| Panavision TV                | 2018                                                           | *                                              | Margarita | Música y entretenimiento | Privado           | Grupo Lorini                                    |
| ZUT TV                       | - 2020 (dentro de RCTV Play) - 2021 (como canal independiente) | 2023                                           | Caracas   | Musical                  | Privado           | Empresas 1BC                                    |
| Canal Cultura Venezuela      | 2021                                                           | *                                              | Caracas   | Cultural                 | Público           | Ministerio del Poder Popular para la Cultura    |
| MovieFE                      | 2021                                                           | *                                              | Caracas   | Películas                | Privado           | Grupo Lorini                                    |
| Novelísima                   | 2021                                                           | *                                              | Caracas   | Telenovelas              | Privado           | Organización Cisneros                           |
| BTA TV                       | 2022                                                           | *                                              | Caracas   | Música                   | Privado           | Grupo Trust Mediático                           |
| Venevisión Internacional     | 2023                                                           | *                                              | Caracas   | Variedades               | Privado           | Organización Cisneros                           |
| Más Talk                     | 2023                                                           | *                                              | Caracas   | Talk shows               | Privado           | Organización Cisneros                           |
| Miss Venezuela TV            | 2023                                                           | 2023                                           | Caracas   | Miss Venezuela           | Privado           | Organización Cisneros                           |
| +Show                        | 2023                                                           | 2025                                           | Caracas   | Variedades               | Privado           | Organización Cisneros                           |
| Televen Stream Internacional | 2023                                                           | *                                              | Caracas   | Variedades               | Privado           | Corporación Televen C.A.                        |
| Más Risas                    | 2024                                                           | *                                              | Caracas   | Comedia                  | Privado           | Organización Cisneros                           |
| Más Retos                    | 2024                                                           | *                                              | Caracas   | Concursos                | Privado           | Organización Cisneros                           |
| El Sistema                   | 2024                                                           | *                                              | Caracas   | Música                   | Privado           | Organización Cisneros                           |
| Noticias Venevisión          | 2024                                                           | *                                              | Caracas   | Informativo              | Privado           | Organización Cisneros                           |
| UN24                         | 2024                                                           | *                                              | Caracas   | Informativo              | Privado           | Grupo Últimas Noticias                          |

### Servicios de televisión por Internet en Venezuela
Con la ayuda del avance tecnológico y comunicacional, surgen nuevas formas en la que las personas pueden ver contenido audiovisual, ya sea por medio de una computadora, tableta, teléfono inteligente, etc. En Venezuela surgen nuevos proveedores que ofrecen servicios de televisión por internet, adaptándose a las nuevas tecnologías, varios de estos son:
| Servicio        | Tipo                    | Inicio | Cese | Propietario             |
| --------------- | ----------------------- | ------ | ---- | ----------------------- |
| VIVOplay        | Pago                    | 2013   | 2024 | Vivoplay Holding Inc.   |
| Miraflores TV   | Gratuito                | 2017   | *    | Gobierno venezolano     |
| RCTV Play       | Gratuito (Con anuncios) | 2020   | 2021 | Empresas 1BC            |
| TVee            | Pago                    | 2021   | *    | Vnet                    |
| Novelísima      | Gratuito                | 2021   | *    | Organización Cisneros   |
| NetUno Go       | Pago                    | 2022   | *    | NetUno                  |
| VTV IP          | Gratuito                | 2022   | *    | Gobierno venezolano     |
| Thundernet Go   | Pago                    | 2023   | *    | Thundernet              |
| Simpleplus      | Pago                    | 2023   | *    | Scale Capital S.A.      |
| Vepaco Net      | Pago                    | 2023   | *    | Grupo Trust Mediático   |
| Televen Stream  | Gratuito                | 2023   | *    | Corporación Televen C.A |
| Venevisión Play | Gratuito                | 2023   | *    | Organización Cisneros   |
| Inter Go        | Pago                    | 2023   | *    | Inter                   |
| Aba TV Go       | Pago                    | 2024   | *    | CANTV                   |

## Canales regionales

### Alianza TVR

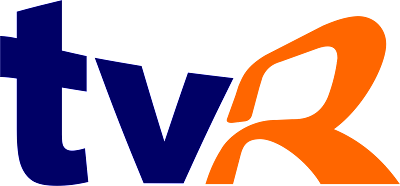
Televisión Regional

Desde 2006 los canales regionales han buscado agruparse en alianzas estratégicas para compartir programación e información. En una de estas alianzas, fue creada Televisión Regional (TVR), un canal conformado por la alianza de varias televisoras regionales, las cuales producían la programación para este canal hasta su cierre en el año 2016. Los canales que conformaron esta alianza fueron:
| Estación de TV | Inicio | Sede              | Página web               | Propietario                          |
| -------------- | ------ | ----------------- | ------------------------ | ------------------------------------ |
| TAM            | 1982   | Estado Mérida     | tamtv.com.ve             | Radiodifusora Andina de Mérida S.A.  |
| TRT            | 1989   | Estado Táchira    | televisoradeltachira.com | Televisora Regional del Táchira S.A. |
| TVO            | 1992   | Estado Anzoátegui | tvotv.tv                 | Grupo Trust Mediático                |
| TVS            | 1994   | Estado Aragua     | Instagram                | Grupo Sindoni                        |
| Promar TV      | 1995   | Estado Lara       | promar.tv                | Producciones Mariano, C.A.           |
| Global TV      | 1999   | Estado Zulia      | -                        | Global Televisión C.A.               |

### Otras redes
Existieron también otras dos redes de cadenas de televisión regionales, las cuales son: 
- Grupo Nacional de Televisión, conformado por:

| Estación de TV              | Inicio | Sede              | Temática    | Propietario                |
| --------------------------- | ------ | ----------------- | ----------- | -------------------------- |
| Ecovisión                   | 1992   | Estado Carabobo   | Ecológico   | Grupo Corporativo Carrillo |
| TRP                         | 2004   | Estado Portuguesa | Variedades  | Cláudio Diboaventura       |
| Mira TV                     | 2005   | Estado Miranda    | Variedades  | *                          |
| Canal 21 de Táchira         | *      | Estado Táchira    | Variedades  | *                          |
| Apure TV                    | ?      | Estado Apure      | Variedades  | *                          |
| Telellano                   | *      | Estado Barinas    | Variedades  | *                          |
| TrujilloTV                  | *      | Estado Trujillo   | Variedades  | *                          |
| NTV Televisión              | *      | *                 | *           | *                          |
| Centro Regional de Noticias | 2019   | Estado Carabobo   | Informativo | *                          |

- Circuito Venezolano de Televisión Nacional (CVTN), conformado por:

| Estación de TV       | Inicio | Sede              | Propietario                           |
| -------------------- | ------ | ----------------- | ------------------------------------- |
| Amavisión            | 1983   | Estado Amazonas   | *                                     |
| Telesol              | 1989   | Estado Sucre      | *                                     |
| Telecentro           | 1990   | Estado Lara       | Grupo Central de Comunicaciones       |
| Universal Televisión | 2002   | Estado Portuguesa | Universal Televisión Compañía Anónima |
| Sol Televisión       | 2004   | Estado Falcón     | Sol Televisión Falcón C.A.            |
| Somos TV             | 2005   | Estado Lara       | Corporación SOMOS Media, C.A.         |
| ContacTV             | *      | Estado Apure      | *                                     |
| Telecolor            | 2013   | Estado Zulia      | *                                     |
| Nautavisión          | *      | Estado Bolívar    | *                                     |
| Aventura TV          | 2013   | Estado Zulia      | *                                     |

### Canales regionales independientes
Otras televisoras regionales independientes (no asociadas a redes de varias cadenas de televisión) surgían en el país, tales como:
| Estación de TV | Inicio          | Sede              | Temática           | Propietario                                                     |
| -------------- | --------------- | ----------------- | ------------------ | --------------------------------------------------------------- |
| Catatumbo TV   | Finales de 2009 | Estado Zulia      | Variedades         | Grupo Trust Mediático                                           |
| Teleboconó     | 1979            | Estado Trujillo   | Variedades         | Fundación Televisora Cultural Boconesa                          |
| Canal Once     | 1987            | Estado Zulia      | Variedades         | Corporación Nacional Niños Cantores, Arquidiócesis de Maracaibo |
| Televiza       | 1994            | Estado Zulia      | Variedades         | Corporación Regional Broadcasting                               |
| PortuTV        | 1998            | Estado Portuguesa | Variedades         | Julio Bustamante, Henry Ramos                                   |
| TRV            | 2005            | Estado Aragua     | Variedades         | Corporación RR                                                  |
| TV SUR         | 2006            | Estado Portuguesa | Variedades         | *                                                               |
| Anzoátegui TV  | 2006            | Estado Anzoátegui | Variedades         | Anzoátegui TV Corp                                              |
| TV Andes       | 2011            | Estado Trujillo   | Variedades         | *                                                               |
| Latina TV      | 2012            | Estado Lara       | Variedades         | Grupo Latina Medios                                             |
| Nuestra Visión | 2012            | Estado Zulia      | Religioso Católico | *                                                               |
| A1 Televisión  | 2013            | Estado Falcón     | Variedades         | Corporación de Medios A1                                        |
| La Guaira TV   | 2019            | Estado La Guaira  | Variedades         | Gobierno Bolivariano del Estado La Guaira                       |
| MDA TV         | 2021            | Estado Miranda    | Variedades         | Grupo Lorini                                                    |
| Ven Televisión | 2010            | Estado Trujillo   | Variedades         | Sistema Global de Venezuela                                     |
| Sucre TV       | 2020            | Estado Sucre      | Variedades         | Gobernación Bolivariana del Estado Sucre                        |
| Orinoco TV     | 2025            | Estado Bolívar    | Variedades         | U.E. Colegio Orinoco                                            |

### Canales regionales comunitarios
Las televisoras comunitarias son televisoras sin fines de lucro, es decir, sin fin económico, generalmente la programación de estas televisoras son realizadas por las personas de dicha localidad de donde se encuentre ubicada.
| Estación de TV | Inicio | Sede            | Señal en línea | Propietario                                                 |
| -------------- | ------ | --------------- | -------------- | ----------------------------------------------------------- |
| Montaña TV     | ¿?     | Estado Táchira  | No             | Gobierno venezolano                                         |
| Tatuy TV       | ¿?     | Estado Mérida   | No             | Gobierno venezolano                                         |
| TVCB           | 1993   | Estado Mérida   | No             | Fundación Organización de Medios Comunitarios de Bailadores |
| Catia TVe      | 2001   | Caracas         | No             | Habitantes del barrio Catia de Caracas                      |
| TVCC           | 2002   | Calabozo        | No             | Fundación Televisora Comunitaria de Calabozo                |
| TV Petare      | 2002   | Petare          | No             | Fundación Comunitaria Televisora de Petare                  |
| Selva TV       | 2002   | Estado Amazonas | No             | Gobierno venezolano                                         |
| Bolívar TV     | 2004   | Estado Yaracuy  | No             | *                                                           |
| Valdez TV      | 2005   | Estado Sucre    | No             | *                                                           |
| Canal Z        | 2008   | Maracaibo       | No             | Gobierno venezolano                                         |

## Televisión digital terrestre

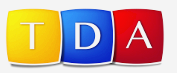
Logotipo de la televisión digital terrestre en Venezuela

Para el año 2007 se realizaron pruebas con la norma europea, pero dos años después el gobierno venezolano entró en conversaciones con sus homólogos japonés y brasileño ya que el primero ofreció su disposición para la capacitación del personal necesario para la operación de señales con norma ISDB-Tb y para la transferencia tecnológica de la TDT.

En el año 2013 el espectro radioeléctrico UHF lo cubriría la TDT teniendo un impacto enorme en la sociedad y obligando a la migración de los canales de televisión terrestre analógica a digital. Todos los canales nacionales pasarán de este modo a ser transmitidos de forma digitalizada. A este proyecto se unieron diversos canales nacionales y extranjeros, como es el caso de Venezolana de Televisión, ANTV, ViVe, Televen, Telesur, Venevisión, Colombeia, Meridiano Televisión, 123TV, Globovisión y Canal I; además de HispanTV, Televisión Pública Argentina, RT en español y CGTN-Español respectivamente. A continuación se presenta la lista de canales que emiten por señal abierta a través de la TDT en Venezuela.
| Canal y frecuencia | Subcanal | Nombre               | Temática      | Relación de aspecto y resolución | Formato de audio          |
| 22 (521 MHz)       | 1        | VTV                  | Informativo   | SDTV 704x480i60                  | HE-AACv2, 32kbps, estéreo |
| 22 (521 MHz)       | 2        | Telesur              | Informativo   | SDTV 528x480i60                  | HE-AACv2, 32kbps, estéreo |
| 22 (521 MHz)       | 3        | HispanTV             | Variedades    | SDTV 528x480i60                  | HE-AACv2, 32kbps, estéreo |
| 22 (521 MHz)       | 4        | RT en Español        | Noticias      | SDTV 544x480i60                  | HE-AACv2, 32kbps, estéreo |
| 22 (521 MHz)       | 5        | Televisión Pública   | Variedades    | SDTV 528x480i60                  | HE-AACv2, 32kbps, estéreo |
| 22 (521 MHz)       | 10       | VTV Móvil            | Informativo   | One-Seg 320x240p15               | HE-AACv2, 20kbps, estéreo |
| 23 (527 MHz)       | 1        | TVes                 | Variedades    | SDTV 704x480i60                  | HE-AACv2, 32kbps, estéreo |
| 23 (527 MHz)       | 2        | TLT                  | Variedades    | SDTV 528x480i60                  | HE-AACv2, 48kbps, mono    |
| 23 (527 MHz)       | 3        | Meridiano Televisión | Deportivo     | SDTV 528x480i60                  | HE-AACv2, 32kbps, estéreo |
| 23 (527 MHz)       | 4        | Venevisión           | Variedades    | SDTV 528x480i60                  | HE-AACv2, 32kbps, estéreo |
| 23 (527 MHz)       | 5        | Televen              | Variedades    | HDTV 528x480i60                  | HE-AACv2, 32kbps, estéreo |
| 23 (527 MHz)       | 6        | Canal I              | Variedades    | SDTV 528x480i60                  | HE-AACv2, 32kbps, estéreo |
| 23 (527 MHz)       | 10       | TVes Móvil           | Variedades    | One-Seg 320x240p15               | HE-AACv2, 20kbps, estéreo |
| 24 (533 MHz)       | 1        | ShowVen TV           | Musical       | SDTV 480i60                      | HE-AACv2, 32kbps, estéreo |
| 24 (533 MHz)       | 2        | CGTN-Español         | Variedades    | SDTV 544x480i60                  | HE-AACv2, 32kbps, estéreo |
| 24 (533 MHz)       | 3        | 123TV                | Infantil      | SDTV 528x480i60                  | HE-AACv2, 32kbps, estéreo |
| 24 (533 MHz)       | 4        | ConCiencia TV        | Científico    | SDTV 528x480i60                  | HE-AACv2, 32kbps, estéreo |
| 24 (533 MHz)       | 5        | Ávila TV             | Variedades    | SDTV 528x480i60                  | HE-AACv2, 32kbps, estéreo |
| 24 (533 MHz)       | 10       | Ávila TV Móvil       | Variedades    | One-Seg 320x240p15               | HE-AACv2, 20kbps, estéreo |
| 25 (539 MHz)       | 1        | ViVe                 | Variedades    | SDTV 528x480i60                  | HE-AACv2, 32kbps, estéreo |
| 25 (539 MHz)       | 2        | Vacante              | No registrado | SDTV 528x480i60                  | HE-AACv2, 32kbps, estéreo |
| 25 (539 MHz)       | 3        | Colombeia            | Educativa     | SDTV 528x480i60                  | HE-AACv2, 32kbps, estéreo |
| 25 (539 MHz)       | 4        | ANTV                 | Legislativa   | SDTV 528x480i60                  | HE-AACv2, 32kbps, estéreo |
| 25 (539 MHz)       | 5        | TV FANB              | Militar       | SDTV 528x480i60                  | HE-AACv2, 32kbps, estéreo |
| 25 (539 MHz)       | 6        | Globovisión          | Informativo   | SDTV 528x480i60                  | HE-AACv2, 32kbps, estéreo |
| 25 (539 MHz)       | 10       | Telesur Móvil        | Informativo   | One-Seg 320x240p15               | HE-AACv2, 20kbps, estéreo |

## FTA Venezuela
Desde el mes de mayo de 2021, se extendió por internet la información de que CONATEL lanzaría un servicio de televisión satelital abierta (también llamado Free To Air o FTA) con la imagen de la caja del decodificador de televisión satelital y un listado de canales que ofrecería el servicio. Ya en el mes de noviembre de 2021, se hizo público el servicio ofrecido por CONATEL, denominado FTA Venezuela, el cual consistía de un decodificador (y componentes de televisión satelital) que utilizaría la señal ofrecida por el SiBCI en el satélite Intelsat 35e. La señal en un principio constó de 27 canales de televisión y 11 canales de radio, posteriormente desde finales de abril de 2022 consta con más de 50 canales de televisión nacionales e internacionales, y 10 canales de radio satelital.

### Canales de televisión
| Canal de televisión                | Temática      | Formato de imagen | Origen               |
| VTV                                | Informativo   | SDTV              | Venezuela            |
| VTV                                | Informativo   | HDTV              | Venezuela            |
| 123TV                              | Infantil      | SDTV              | Venezuela            |
| ViVe                               | Educativo     | SDTV              | Venezuela            |
| TVes                               | Variedades    | SDTV              | Venezuela            |
| Telesur                            | Informativo   | SDTV              | Venezuela            |
| Telesur (en inglés)                | Informativo   | SDTV              | Venezuela            |
| ANTV                               | Legislativo   | SDTV              | Venezuela            |
| UN24                               | Informativo   | SDTV              | Venezuela            |
| Colombeia                          | Educativo     | SDTV              | Venezuela            |
| ConCiencia TV                      | Científico    | SDTV              | Venezuela            |
| TV FANB                            | Militar       | SDTV              | Venezuela            |
| ShowVen TV                         | Musical       | SDTV              | Venezuela            |
| Ávila TV                           | Variedades    | SDTV              | Venezuela            |
| Globovisión                        | Informativo   | SDTV              | Venezuela            |
| Venevisión                         | Variedades    | SDTV              | Venezuela            |
| Meridiano Televisión               | Deportivo     | SDTV              | Venezuela            |
| TLT                                | Variedades    | SDTV              | Venezuela            |
| TLT                                | Variedades    | HDTV              | Venezuela            |
| Vepaco TV                          | Variedades    | SDTV              | Venezuela            |
| Canal I                            | Variedades    | SDTV              | Venezuela            |
| TVP                                | Variedades    | SDTV              | Argentina            |
| Archivo:Bolivia Tv.webp Bolivia TV | Variedades    | SDTV              | Bolivia              |
| Red Advenir                        | Religioso     | SDTV              | Bolivia              |
| SEO TV                             | Variedades    | HDTV              | Bolivia              |
| TV Culturas                        | Cultural      | SDTV              | Bolivia              |
| Unitel                             | Variedades    | HDTV              | Bolivia              |
| CGTN Documentary                   | Documentales  | SDTV              | China                |
| CGTN Español                       | Variedades    | SDTV              | China                |
| ZOOM TV                            | Universitario | SDTV              | Colombia             |
| Canal Clave                        | Musical       | SDTV              | Cuba                 |
| Canal Habana                       | Variedades    | SDTV              | Cuba                 |
| Cubavisión Internacional           | Variedades    | SDTV              | Cuba                 |
| Ecuavisa                           | Variedades    | SDTV              | Ecuador              |
| Gamavisión                         | Variedades    | SDTV              | Ecuador              |
| Oromar TV                          | Variedades    | SDTV              | Ecuador              |
| Galicia TV América                 | Variedades    | SDTV              | España               |
| EWTN                               | Católica      | SDTV              | Estados Unidos       |
| Canal 11                           | Variedades    | SDTV              | Honduras             |
| CCI Channel                        | Religioso     | SDTV              | Honduras             |
| D Televisión                       | Variedades    | SDTV              | Honduras             |
| HCH                                | Variedades    | SDTV              | Honduras             |
| RTV                                | Educativo     | SDTV              | Honduras             |
| Sinprodoh TV                       | Variedades    | SDTV              | Honduras             |
| HispanTV                           | Variedades    | SDTV              | Irán                 |
| Canal 9                            | Variedades    | SDTV              | Nicaragua            |
| TV Perú                            | Variedades    | SDTV              | Perú                 |
| Amé 47                             | Variedades    | SDTV              | República Dominicana |
| Canal 25                           | Variedades    | SDTV              | República Dominicana |
| Color Visión 9                     | Variedades    | SDTV              | República Dominicana |
| Su Mundo TV                        | Noticias      | SDTV              | República Dominicana |
| Tele Antillas                      | Variedades    | SDTV              | República Dominicana |
| Telemedios                         | Variedades    | SDTV              | República Dominicana |
| Telesistema                        | Variedades    | SDTV              | República Dominicana |
| WMTI                               | Variedades    | SDTV              | República Dominicana |

### Radioemisoras
| Canal de radio        | Temática    |
| Radio Miraflores      | -           |
| ShowVen Radio         | Musical     |
| RNV Musical           | Musical     |
| Tiuna FM              | Militar     |
| RNV Musical           | Musical     |
| RNV Informativa       | Informativo |
| Vepaco FM             | -           |
| RNV Musical           | Musical     |
| Salsa Caribe 102.3 FM | Musical     |
| La Radio del Sur      | -           |
| RNV Musical           | Musical     |

## Canales desaparecidos
Desde la llegada de la televisión en Venezuela, han existido muchos canales que estuvieron presentes en la televisión venezolana, sin embargo, por determinadas razones, muchas de estas salieron del aire y/o fueron cerradas o vendidas. Varios de estos canales y también incluye canales en streaming o de YouTube que también quedaron inactivo y dejó en vivo. Lo que están fueron son:
| Estaciones de TV                                       | Inicio | Cese        | Temática                                | Cobertura                               | Tipo de Propiedad | Propietario                                | Motivo de la salida y/o cierre |
| ------------------------------------------------------ | ------ | ----------- | --------------------------------------- | --------------------------------------- | ----------------- | ------------------------------------------ | --- |
| Televisora Nacional                                    | 1952   | 1991        | Variedades                              | Nacional · ( Venezuela)                 | Público           | Estado venezolano                          | Problemas económicos causando una alianza entre el Estado venezolano y el Arzobispado de Caracas para la creación del canal Vale TV. |
| RCTV                                                   | 1953   | 2007        | Variedades                              | Nacional · ( Venezuela)                 | Privado           | Empresas 1BC                               | Orden del entonces presidente Hugo Chávez de la no renovación de la concesión del canal por su postura en el golpe de Estado en Venezuela de 2002. Siendo reemplazado por el canal estatal TVES. |
| Televisa                                               | 1953   | 1960        | Variedades                              | Nacional · ( Venezuela)                 | Privado           | Estado venezolano                          | Problemas económicos causando que sea adquirido por Diego Cisneros por licitación para la creación del canal Venevisión. |
| Ondas del Lago Televisión                              | 1953   | 1968        | Variedades                              | Regional ( Estado Zulia)                | Privado           | Nicolás Vale Quintero                      | Debido por problemas económicos causando el cierre de transmisiones. |
| Radio Valencia Televisión                              | 1958   | 1962        | Generalista                             | Regional ( Estado Carabobo)             | Privado           | *                                          | El canal fue adquirido por TeleInversiones y fue reemplazado por una nueva señal llamado TeleTrece. |
| Omnivisión                                             | 1988   | 1998        | Variedades                              | Nacional · ( Venezuela)                 | Privado           | Omnivisión Multicanal                      | Problemas económicos causando que sea reemplazado por Marte Televisión. |
| Telecaribe                                             | 1989   | 2019        | Generalista (Variedades)                | Oriental · ( Venezuela)                 | Privado           | *                                          | Clausurado en Porlamar por reestructuración y venta en 2010. Y en 2019 fue cerrado sus oficinas en Puerto la cruz por el SEBIN. |
| CMT                                                    | 1993   | 2007        | Variedades e Informativo                | Nacional · ( Venezuela)                 | Privado           | Umberto Petricca Zugaro                    | Cese de transmisiones y venta del canal al estado venezolano para la retransmisión de Telesur. |
| Puma TV                                                | 1995   | 2007        | Musical                                 | Nacional · ( Venezuela)                 | Privado           | José Luis Rodríguez                        | Venta del canal al empresario Wilmer Ruperti para la creación de Canal I. |
| OMC Televisión                                         | 1998   | 2011        | Variedades                              | Regional ( Estado Mérida)               | Privado           | Luis Alberto Cabezas                       | Vendido al Grupo Empresarial Planeta debido a la falta de presupuesto y ante los puntos de audiencia muy bajos, creando el canal trujillano TV Andes. |
| Marte Televisión                                       | 1998   | 2002        | Variedades                              | Nacional · ( Venezuela)                 | Privado           | Marte CVT Producciones de Televisión, S.A. | Problemas económicos causando ventas en acciones a Grupo Imagen Vepaco, reestructurando el canal a uno nuevo llamado La Tele. |
| DAT TV                                                 | 1999   | 2019        | Variedades                              | Regional ( Estado Carabobo)             | Privado           | Osman Delgado                              | Problemas económicos causándole la bancarrota al canal terminando en su cierre definitivo y es reemplazado por el Canal Regional de noticias. |
| ULA TV                                                 | 1999   | 2017        | Variedades y Educativa                  | Regional ( Estado Mérida)               | Privado           | Universidad de Los Andes                   | Cerrado por órdenes de CONATEL debido presuntamente a violaciones a la Ley RESORTE. |
| La Tele                                                | 2002   | 2015        | Variedades                              | Nacional · ( Venezuela)                 | Privado           | Grupo Imagen Vepaco                        | Múltiples problemas de los propietarios causando que sea reestructurado por los accionistas. Su sede quedó en manos de TVes, su señal quedó al Grupo Trust Mediático a un nuevo canal Vepaco TV. |
| ATEL                                                   | 2003   | 2013        | Variedades                              | Regional ( Estado Zulia)                | Privado           | Organización Cromos                        | Cerrado supuestamente por órdenes de CONATEL por su postura política en contra del gobierno venezolano y presuntamente por deudas millonarias que llevaron al canal a su cierre. Reemplazado por Aventura TV y Telecolor.                                                                                     |
| Asamblea Nacional Televisión                           | 2005   | 2015        | Legislativo                             | Nacional · ( Venezuela)                 | Público           | SiBCI, MinCI                               | Traspaso de su propiedad y la radio AN Radio a sus empleados como problema de las declaraciones del diputado Henry Ramos Allup de reestructurar los medios de la Asamblea Nacional. Es reemplazado por ANTV para el oficialismo. Y en paralelo de la IV Legislatura lanzó su canal de streaming Capitolio TV. |
| TVR                                                    | 2006   | 2016        | Variedades                              | Nacional · ( Venezuela)                 | Público           | Guido Briceño                              | Alianzas y cambios por parte de TeleAragua y T&H Producciones, causando la transición del canal a uno nuevo denominado La Tele Tuya. |
| Canal de Noticias                                      | 2006   | 2008        | Informativo y opinión                   | ( Venezuela)                            | Privado           | Julio Augusto López                        | Cese de transmisiones causando su definitivo cierre. |
| Buena TV                                               | 2006   | 2010        | Variedades                              | Regional (Estado Táchira)               | Privado           | Asociación Cooperativa Buena TV            | Problemas económicos por falta de financiamiento con el Gobierno Venezolano. |
| Alba TV                                                | 2007   | 2023        | Comunitario                             | Nacional · ( Venezuela)                 | Público           | Estado venezolano                          | Cese de transmisiones. |
| Mi TV (Antes Sports+)                                  | 2007   | 2016        | Deportes                                | Nacional · ( Venezuela)                 | Privado           | Tenfield                                   | Cese de transmsiones, argumentando razones de fuerza mayor no especificados. Y Reemplazada por el canal IVC en el Inter. |
| RCTV Internacional                                     | 2007   | 2012        | Variedades                              | Nacional · ( Venezuela)                 | Privado           | Empresas 1BC                               | CONATEL ordenó una medida que obligaba a las operadoras de cable del país retirar a RCTV Internacional de entre sus canales, a menos que el canal se registrara como productor nacional, caso que no ocurrió. Es anexado como TV Venezuela y relanzado en streaming como VIVOplay.                            |
| Venevisión Plus                                        | 2007   | 2019        | Variedades                              | Nacional · ( Venezuela)                 | Privado           | Organización Cisneros                      | Reemplazado por su canal hermano internacional Ve Plus con señal exclusiva para Venezuela. |
| Meridiano Max                                          | 2008   | 2009        | Deportes                                | Nacional · ( Venezuela)                 | Privado           | Bloque Dearmas                             | Cese de transmisiones en su única señal exclusivamente para DirecTV. |
| Órbita TV                                              | 2008   | 2017        | Variedades                              | Regional ( Estado Anzoátegui)           | Privado           | Fernando Zaurín                            | Problemas económicos y presiones supuestamente ejercidas por parlamentarios oficialistas del Consejo Legislativo del Estado Anzoátegui. |
| DSports (señal venezolana) (Antes DirecTV Sports Vzla) | 2009   | 2020        | Deportes                                | Únicamente en DirecTV a nivel nacional. | Privado           | DirecTV Venezuela                          | Discontinuada la señal venezolana de DSports, regresó con una señal no original, es relanzada como Simple TV Sports para Simple TV con sus canales hermanos DS2 y DS+, y reemplazada su señal original para Inter con sus canales hermanos DSports 2 y DSports+.                                              |
| SiBCI HD                                               | 2013   | 2016        | Variedades                              | Nacional · ( Venezuela)                 | Público           | Estado venezolano                          | Reemplazo del canal en la TDA para la creación de un nuevo canal denominado Corazón Llanero. |
| VIVOplay                                               | 2013   | 2025        | Variedades y Opinión                    | A través de Internet                    | Privado           | VIVOplay Holding inc                       | Cese de Operaciones |
| PDVSA TV                                               | 2014   | 2020        | Petrolero                               | Nacional · ( Venezuela)                 | Público           | Estado venezolano                          | Reemplazo del canal en la TDA por la señal de Globovisión. Actualmente PDVSA TV transmite en YouTube como PDVSA TV Multimedios o PDVSA TV |
| Zum TV                                                 | 2014   | 2015        | Variedades                              | Nacional · ( Venezuela)                 | Público           | Estado venezolano                          | Reemplazo del canal en la TDA por la señal de CCTV-Español (actualmente CGTN Español). |
| Corazón Llanero                                        | 2016   | 2022        | Musical                                 | Nacional · ( Venezuela)                 | Público           | Estado venezolano                          | Reemplazo del canal en la TDA por un nuevo canal denominado ShowVen. |
| Capitolio TV                                           | 2016   | 2021        | Legislativo                             | A través de YouTube.                    | Pública           | Asamblea nacional IV Legislatura           | Dejó de transmitir en vivo por sesiones de la oposición venezolana. Por la derrotada en las parlamentarias del 2020. |
| Miraflores TV                                          | 2017   | Desconocido | Informativo                             | A través de plataformas digitales       | Pública           | Estado venezolano                          | Cese de transmisiones. |
| Miss Venezuela TV                                      | 2023   | 2023        | Belleza y transmisión al Miss Venezuela | A través de Venevisión Play             | Privada           | Organización Cisneros                      | Cese de transmisiones. |

## Servicios de TV desaparecidos
Con la llegada de la televisión por suscripción en Venezuela varias empresas de telecomunicaciones tanto locales, nacionales e internacionales han ofrecido sus servicios para proveer televisión por suscripción a los venezolanos y lo mismo que un servicio de televisión por internet, sin embargo, por diferentes motivos algunas de estas cesan sus operaciones o son vendidas, siendo el caso de:
| Empresa de televisión por suscripción | Inicio | Cese | Cobertura               | Propietario                            | Motivo de la salida y/o cierre |
| ------------------------------------- | ------ | ---- | ----------------------- | -------------------------------------- | --- |
| DirecTV (Venezuela)                   | 1996   | 2020 | Nacional · ( Venezuela) | Galaxy Entertainment de Venezuela C.A. | Cierre de operaciones por las sanciones de Estados Unidos, siendo vendida y restablecida como SimpleTV.                                                                               |
| RCTV Play                             | 2020   | 2021 | Internacional           | Empresas 1BC                           | Descontinuada debido a la asociación de RCTV International con varias plataformas de streaming para el licenciamiento de sus producciones.                                            |
| Movistar TV (Venezuela)               | 2008   | 2022 | Nacional · ( Venezuela) | Telefónica Venezolana C.A.             | Descontinuada debido a la desactivación definitiva del satélite que proyectaba la señal y reemplazada por una señal exclusiva de Inter para los antiguos suscriptores de Movistar TV. |
| VIVOplay                              | 2013   | 2025 | Internacional           | VIVOplay Holding Inc.                  | Cese de operaciones. |
| SuperCable                            | 1994   | 2025 | Nacional · ( Venezuela) | SuperCable Telecomunicaciones          | Cese de operaciones por órdenes de CONATEL. |